# Каменоватое (Новониколаевский район)
Каменоватое (укр. Кам'янувате) — село,
Софиевский сельский совет,
Новониколаевский район,
Запорожская область,
Украина.
Код КОАТУУ — 2323685904. Население по переписи 2001 года составляло 64 человека.

## Географическое положение
Село Каменоватое находится на расстоянии в 2 км от села Софиевка и в 2,5 км от села Ивановское.
По селу протекает пересыхающий ручей с запрудой.